# Carex boliviensis
Carex boliviensis là một loài thực vật có hoa trong họ Cói. Loài này được Van Heurck & Müll.Arg. mô tả khoa học đầu tiên năm 1870.